# Mohamed Sbihi
Mohamed dit Moe Sbihi, né le 27 mars 1988 à Kingston upon Thames, est un rameur d'aviron britannique. Aux Jeux olympiques de 2012, il fait partie de l'équipe britannique médaillée de bronze en huit. Son père est Marocain et sa mère Britannique.

## Palmarès

### Jeux olympiques
- 2012 à Londres,  Royaume-Uni
  -  Médaille de bronze en huit
- 2016 à Rio de Janeiro,  Brésil
  -  Médaille d'or en quatre sans barreur
- 2020 à Tokyo,  Japon
  -  Médaille de bronze en huit

### Championnats du monde
- 2010 à Karapiro,  Nouvelle-Zélande
  -  Médaille d'argent en huit
- 2011 à Bled,  Slovénie
  -  Médaille d'argent en huit
- 2013 à Chungju,  Corée du Sud
  -  Médaille d'or en huit
- 2014 à Amsterdam,  Pays-Bas
  -  Médaille d'or en quatre sans barreur
- 2015 à Aiguebelette,  France
  -  Médaille d'or en huit
- 2017 à Sarasota,  États-Unis
  -  Médaille de bronze en quatre sans barreur
- 2018 à Plovdiv,  Bulgarie
  -  Médaille de bronze en huit

### Championnats d'Europe
- 2014 à Belgrade,  Serbie
  -  Médaille d'or en quatre sans barreur
- 2015 à Poznań,  Pologne
  -  Médaille d'argent en huit
- 2016 à Brandebourg-sur-la-Havel,  Allemagne
  -  Médaille d'or en quatre sans barreur